# Karang Asem (Ponjong)
Karang Asem is een bestuurslaag in het regentschap Gunung Kidul van de provincie Jogjakarta, Indonesië. Karang Asem telt 2270 inwoners (volkstelling 2010).